# Juárez: la ciudad donde las mujeres son desechables
Juárez: la ciudad donde las mujeres son desechables, es un documental dirigido por las cineastas Alex Flores y Lorena Vassolo. Estrenado en 2007, aborda la problemática de los feminicidios en Ciudad Juárez, México, a través de testimonios de activistas, periodistas, artistas y familiares de víctimas. El documental, de 71 minutos de duración, fue una producción independiente de la compañía Las Perlas del Mar Films (Canadá/México) y se rodó en idioma español.

## Sinopsis
El documental explora la ola de asesinatos de mujeres en Ciudad Juárez, Chihuahua, ocurridos desde 1993, y cuestiona la respuesta de las autoridades ante estos crímenes. A lo largo del documental, diversas voces mexicanas ofrecen su perspectiva sobre las causas de los feminicidios y la indiferencia gubernamental. Entre los testimonios se cuentan los de la activista Marisela Ortiz, la periodista Lydia Cacho, la actriz Ofelia Medina, la directora María Novaro, la performer Jesusa Rodríguez, la cantante Eugenia León, la periodista estadounidense Diana Washington Valdez y otras figuras, quienes analizan la violencia de género sistémica y la impunidad imperante. El filme expone altos niveles de corrupción y negligencia institucional que han permitido el incremento de la violencia contra las mujeres. Asimismo, incorpora entrevistas a hijos e hijas de las víctimas, destacando que ellos son las “otras víctimas” colaterales de los feminicidios.
Juárez: la ciudad donde las mujeres son desechables combina entrevistas directas con imágenes de la realidad fronteriza. Muestra escenas de memoriales con cruces rosadas en el desierto –símbolo de las Muertas de Juárez– y recurre a material de archivo para contextualizar la magnitud de los asesinatos. La narrativa es testimonial y reflexiva: no sigue un caso individual, sino que hilvana múltiples experiencias y opiniones para denunciar la violencia de género y la indiferencia de las autoridades. Al ser un documental de denuncia y consciencia, su tono es crítico; busca generar empatía hacia las víctimas y sus familias, a la vez que invita al espectador a cuestionar la impunidad y exigir justicia. La participación de reconocidas activistas y artistas imprime al relato un matíz combativo y humanístico, enfatizando tanto el dolor personal como la urgente necesidad de cambios sociales.

## Producción
Alex Flores (radicada en Canadá) y Lorena Vassolo concibieron el documental motivadas por la cobertura periodística de los feminicidios. En febrero de 2006, Flores leyó un reportaje de la periodista Linda Diebel en el Toronto Star sobre los asesinatos en Juárez, lo cual la impulsó a contactar a Vassolo para emprender juntas un proyecto fílmico sobre el tema. Decidieron titularlo simplemente Juárez y enfocarlo en las voces de mujeres mexicanas destacadas, alternando con testimonios de familiares de víctimas.
El rodaje y la realización se llevaron a cabo de forma independiente, sin el respaldo inicial de grandes productoras. Para financiar la producción, las directoras organizaron eventos de recaudación de fondos en 2006 (cenas benéficas, subastas de arte  y donaciones particulares) con los que consiguieron sufragar los gastos. Con el guion terminado en abril de 2006, iniciaron la filmación ese verano: durante tres semanas, grabaron en locaciones de Ciudad Juárez y Ciudad de México. Contaron con la colaboración de activistas locales como Marisela Ortiz –cofundadora de la organización civil Nuestras Hijas de Regreso a Casa–, quien facilitó el contacto con familias de víctimas y brindó apoyo logístico en Juárez. También participaron expertos como el criminólogo Óscar Maynez y la periodista Diana Washington Valdez.
Debido al limitado presupuesto, el equipo técnico fue reducido. Alex Flores asumió múltiples roles, acreditándose como directora, guionista, directora de fotografía y montajista principal del documental. Lorena Vassolo coescribió el guion junto con Flores, aportando también en la producción ejecutiva. La edición final estuvo a cargo de Flores con la colaboración de Anna Malkinsic. El documental se filmó en formato video digital (Betacam SP), en color, y fue finalizado a fines de 2006. La música original incluye composiciones de Oriana Barbato y Ochy Curiel, y un tema del cantautor argentino Fito Páez.

## Recepción crítica
Al no ser un documental concebido para la exhibición comercial masiva, Juárez: la ciudad donde las mujeres son desechables encontró su audiencia principalmente en circuitos culturales, festivales especializados y proyecciones comunitarias. En abril de 2007 se presentó por primera vez en México dentro de un cineclub en la Casa Museo León Trotsky (Ciudad de México), inaugurando el ciclo “Seis estrenos de cine documental” dedicado a cintas de difícil distribución. La función contó con la presencia de algunas de las participantes del filme (como la actriz Ofelia Medina), quienes entablaron un diálogo con el público. Dado que estas “películas nunca se verán en salas comerciales”, según destacó la prensa, los cineclubes y foros alternativos se convirtieron en espacios clave para su difusión.
En el ámbito internacional, el documental formó parte de la programación de festivales de cine con enfoque de género y derechos humanos. Destaca su inclusión en el 19º Festival Internacional de Cine Feminista de París (Cineffable) en 2007, donde fue exhibido bajo el título Juarez: The City Where Women Are Disposable. En Cineffable se proyectó en su versión original con subtítulos en francés, programándose dos funciones en salas de París. La sinopsis en el catálogo del festival describió la cinta como una “investigación sobre el feminicidio institucionalizado” en México, resaltando el número de mujeres asesinadas y la búsqueda de justicia por parte de sus familias. 